# Zuffenhausen
Zuffenhausen är en stadsdel i Stuttgart, Tyskland, med cirka 35 000 invånare.
Zuffenhausen är känt som hemort för Porsche och här finns Porsche-Museum.